# Potins mondains et Amnésies partielles
Pour plus de détails, voir Fiche technique et Distribution.
Potins mondains et Amnésies partielles ou La Ronde des cocus au Québec (Town and Country) est une comédie américaine réalisée par Peter Chelsom en 2001.

## Synopsis
Porter Stoddard, architecte à New York, est à un carrefour de sa vie, entre son épouse, Ellie, et une amie de longue date, Mona. Certaines de ses décisions ont des conséquences disproportionnées.

## Fiche technique
- Titre original : Town and Country
- Titre français : Potins mondains et Amnésies partielles
- Titre québécois : La Ronde des cocus
- Réalisation : Peter Chelsom
- Scénario : Michael Laughlin et Buck Henry
- Photographie : William A. Fraker
- Musique : Rolfe Kent
- Production : Michael De Luca, Simon Fields (en), Lynn Harris, Andrew Karsch (en), Sidney Kimmel, Fred Roos, Cyrus I. Yavneh
- Sociétés de production : FR Production, Longfellow Pictures, New Line Cinema, Sidney Kimmel Entertainment et Simon Fields Productions
- Pays d'origine :  États-Unis
- Langue originale : anglais
- Format : couleur (DeLuxe) - 35 mm - 1,85:1 - son DTS / Dolby Digital / SDDS
- Durée : 104 minutes
- Dates de sortie : 
  - États-Unis : 27 avril 2001
  - France : 18 juillet 2001
  - Belgique : 3 octobre 2001
- Classification : États-Unis : R (langage et sexualité) ; Suisse : 12 (canton de Genève) -12 (canton de Vaud)

## Distribution
- Warren Beatty (VF : Bernard Tiphaine ; VQ : Mario Desmarais) : Porter Stoddard
- Diane Keaton (VF : Béatrice Delfe ; VQ : Élizabeth Lesieur) : Ellie Stoddard
- Andie MacDowell (VF : Déborah Perret ; VQ : Élise Bertrand) : Eugenie Claybourne
- Garry Shandling (VF : Bernard Alane ; VQ : Luis de Cespedes) : Griffin Miller
- Jenna Elfman (VF : Juliette Degenne ; VQ : Natalie Hamel-Roy) : Auburn
- Nastassja Kinski (VF : Brigitte Bergès ; VQ : Julie la Rochelle) : Alex
- Goldie Hawn (VF : Monique Thierry ; VQ : Claudine Chatel) : Mona Miller
- William Hootkins (VF : Michel Muller) : Barney
- Tricia Vessey (VF : Marie-Eugénie Maréchal) : Alice Stoddard
- Josh Hartnett (VF : Vincent Barazzoni ; VQ : Martin Watier) : Tom Stoddard
- Ian McNeice (VF : Gilles Tamiz) : Peter Principal
- Buck Henry (VF : Philippe Ariotti ; VQ : Claude Préfontaine) : Suttler
- Terry Hoyos : Yolanda
- Marc Casabani : Omar
- Del Zamora : Alejandro
- Katharine Towne : Holly
- Azura Skye : Spider
- Charlton Heston (VF : Michel Le Royer) : le père d'Eugenie
- Marian Seldes (VF : Perrette Pradier) : la mère d'Eugenie
- Lisa Ekdahl : elle-même

Source et légende : Voxofilm, RS Doublage et selon le carton du doublage français sur le DVD zone 2.

## Accueil

### Box-office
Le film est un des plus gros échecs au box-office.

## Distinctions

### Récompenses
- Razzie Awards 2002 : Pire acteur dans un second rôle (Worst Supporting Actor) pour Charlton Heston, couplé avec ses interprétations dans La Planète des singes et Comme chiens et chats.

### Nominations
- Razzie Awards 2002 :
  - Pire réalisateur (Worst Director) pour Peter Chelsom et Warren Beatty
  - Pire actrice dans un second rôle (Worst Supporting Actress) pour Goldie Hawn